# Tall Kursijjan
Tall Kursijjan (arab. تل كرسيان) – wieś w Syrii, w muhafazie Idlib. W 2004 roku liczyła 493 mieszkańców.